# Bokréta

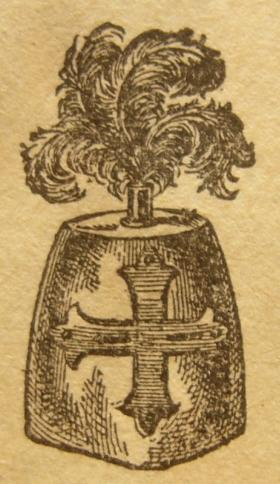
Tollforgó lovagi sisakon

A bokréta virágokból álló köteg. A középkori hölgyek fejdísze volt, melyet gyakran adtak ajándékként a lovagoknak. Ők ezt a sisakjukon viselték. Gyakran volt a sisakdísz fontos kiegészítője.
A 18. század elején Erdélyben már a közrendűek is „háromforintos pártát, arra szélyes ezüstös pántlikát” viseltek, sőt „sokan selyempántlikát is viseltek a templomban”. A főrangú férfiak korábban nyusztos süvegen medálba foglalt kócsagtollas forgót viselt, „de csak az közönséges főemberek is, ha csak jóféle gyöngyből csinált bokrétát is viseltenek; nyárban penig az ifjak virágból való bokrétát is tettenek süvegekben, feljül tévén az köves- vagy gyöngyös bokrétát”.
„A főleányoknak az fejin a nyakszirton feljül, az tetejeken kevéssé alól, hat csontból szőrrel erősen megkötött koronaforma, jóféle gyönggyel megrakott vagy klárissal [drágakővel], akitől mint tölt ki, magas csúpos, hátrafüggő koronájok volt…”
„A kisasszonyok, sőt élenvaló főnemes leányok is az fejeken kétfelől, az homlokokra feleresztve sok színű festett strucctollakat viseltenek, s igen díszesek voltanak azokkal.”[forrás?]